# 에어 아스타나의 운항 노선
에어 아스타나은 다음과 같은 노선을 운항하고 있다. (2012년 11월 기준)

## 운항 노선

### 아시아

#### 동아시아
- 대한민국
  - 서울 - 인천국제공항
- 중화인민공화국
  - 베이징 - 베이징 서우두 국제공항
  - 우루무치 - 우루무치 디워푸 국제공항
- 홍콩
  - 홍콩 - 홍콩 첵랍콕 국제공항
- 몽골
  - 울란바타르 - 칭기즈 칸 국제공항

#### 동남아시아
- 말레이시아
  - 쿠알라룸푸르 - 쿠알라룸푸르 국제공항
- 베트남
  - 호치민 시 - 떤선녓 국제공항[1]
- 태국
  - 방콕 - 수완나품 국제공항

#### 남아시아
- 인도
  - 델리 - 인디라 간디 국제공항

#### 서남아시아
- 아랍에미리트
  - 아부다비 - 아부다비 국제공항
  - 두바이 - 두바이 국제공항
- 이란
  - 테헤란 - 테헤란 이맘 호메이니 국제공항

#### 중앙아시아
- 아제르바이잔
  - 바쿠 - 헤이다르 알리예프 국제공항
- 우즈베키스탄
  - 타슈켄트 - 타슈켄트 국제공항
- 조지아
  - 트빌리시 - 트빌리시 국제공항
- 카자흐스탄
  - 아스타나 - 아스타나 국제공항 허브
  - 알마티 - 알마티 국제공항 허브
  - 쉼켄트 - 쉼켄트 국제공항
  - 세메이 - 세메이 공항
  - 아티라우 - 아티라우 공항
  - 악퇴베 - 악퇴베 공항
  - 악타우 - 악타우 공항
  - 오랄 - 오랄 아크졸 공항
  - 외스케멘 - 외스케멘 공항
  - 자카즈칸 - 자카즈칸 공항 - (무기한 운항중단)
  - 카라간다 - 세리 아르카 공항
  - 코스타나이 - 코스타나이 공항
  - 키질로르다 - 키질로르다 공항
  - 파블로다르 - 파블로다르 공항
  - 페트로파블 - 페트로파블 공항
- 키르기스스탄
  - 비슈케크 - 마나스 국제공항
- 타지키스탄
  - 두샨베 - 두샨베 국제공항

### 유럽

#### 서유럽
- 영국
  - 런던 - 런던 히드로 국제공항
- 프랑스
  - 파리 - 파리 샤를 드 골 국제공항
- 독일
  - 프랑크푸르트 - 프랑크푸르트 국제공항
  - 하노버 - 하노버 공항 계절편
- 네덜란드
  - 암스테르담 - 암스테르담 스키폴 국제공항

#### 동유럽
- 러시아
  - 모스크바 - 셰레메티예보 국제공항
  - 상트페테르부르크 - 풀코보 국제공항
  - 노보시비르스크 - 톨마쵸보 국제공항
  - 예카테린부르크 - 콜초보 국제공항
  - 카잔 - 카잔 국제공항
- 우크라이나
  - 키예프 - 보리스필 국제공항

#### 남유럽
- 튀르키예
  - 이스탄불 - 아타튀르크 국제공항
  - 안탈리아 - 안탈리아 공항 계절편

## 과거 취항지
- 러시아
  - 사마라 - 코로무쉬 국제공항
  - 오렌부르크 - 오렌부르크 첸트랄니 공항
- 카자흐스탄
  - 페트로파블 - 페트로파블 공항